# ひみこーど
ひみこーどは、インターネットにおける掲示板等、Webに設置されたコミュニティの破壊を防止するための画像式ランダムチェックコードプログラム。

## 概要
インターネットにおける掲示板に荒らし行為やスパム等を防止するための補助スクリプト。画像式ランダムチェックコードにより、荒らしプログラムからの投稿を拒否する事が出来る。日本の掲示板に取り付けられるCaptchaとしては一番有名であろう。今日、掲示板でひみこーどが使われているが出回っている荒らしプログラムでこのスクリプトが突破されているのが確認されている。

## 仕組み
perlで構成されており、X BitMap（XBM）画像が一枚表示される。現在出回っているひみこーどは無圧縮GIFによる画像出力で画像が一枚で表示される。画像に表示してある数字をフォームに書き込む事によって掲示板に投稿が出来る。

## 機能
ひみこーどに付いている機能として主に数字に影を付けたり、ノイズの付加や文字を傾けたり出来る。これにより、画像解析スクリプトなどの解析する時間を稼いだり、解析不可にする事が出来る。